# 塩川滝
塩川滝（しおかわたき）は神奈川県愛甲郡愛川町内にある滝幅約4m、落差約15mの滝で、あいかわ景勝10選のひとつ。歩道が整備されていて滝壺近くまで比較的簡単に行ける。
神亀年間、奈良東大寺の別当良弁僧正が清流権現を祭ったとの伝承がある。また、地元の八菅山を中心とする山岳信仰、八菅修験の第五番の行所でもあった。

## アクセス

### 車の場合
厚木方面より国道412号を進み、平山坂下交差点から約1km先の中津川河川敷に下りる道を右折、その後200m先橋を渡り左側に案内板のある滝への入口がある。国道412号の橋をくぐり道なりに進むと途中から未舗装路となり駐車場がある。駐車場からは歩道が整備されていて、1分程で滝に着く。

### 交通機関利用
本厚木駅または淵野辺駅より「半原」（はんばら）行のバスに乗車、途中の「馬渡」（まわたり）バス停で下車。中津川沿いの道へ入り、約800m先右側に案内板のある滝への入口がある。以下上記同様。

## ギャラリー

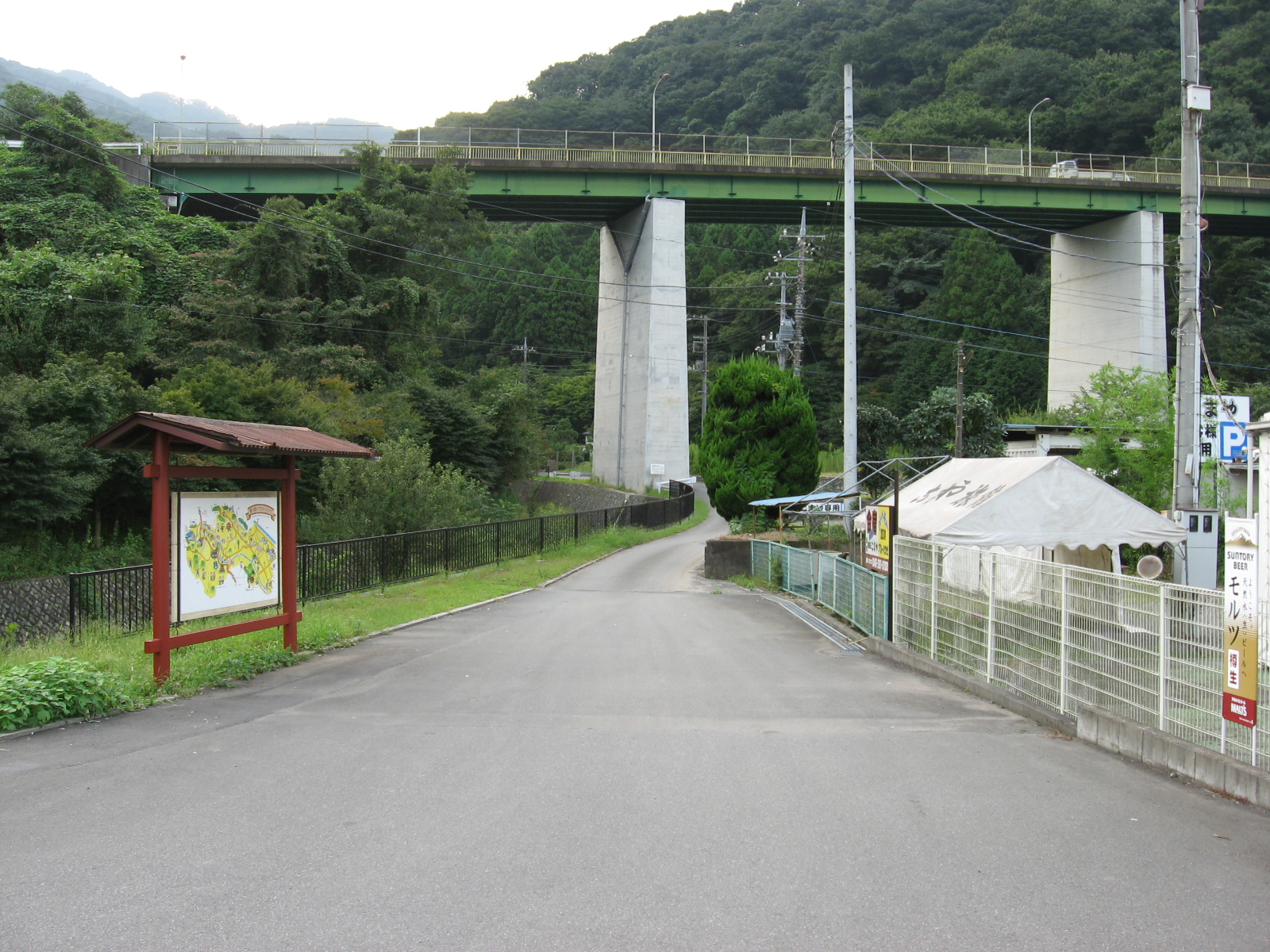
滝入口の道
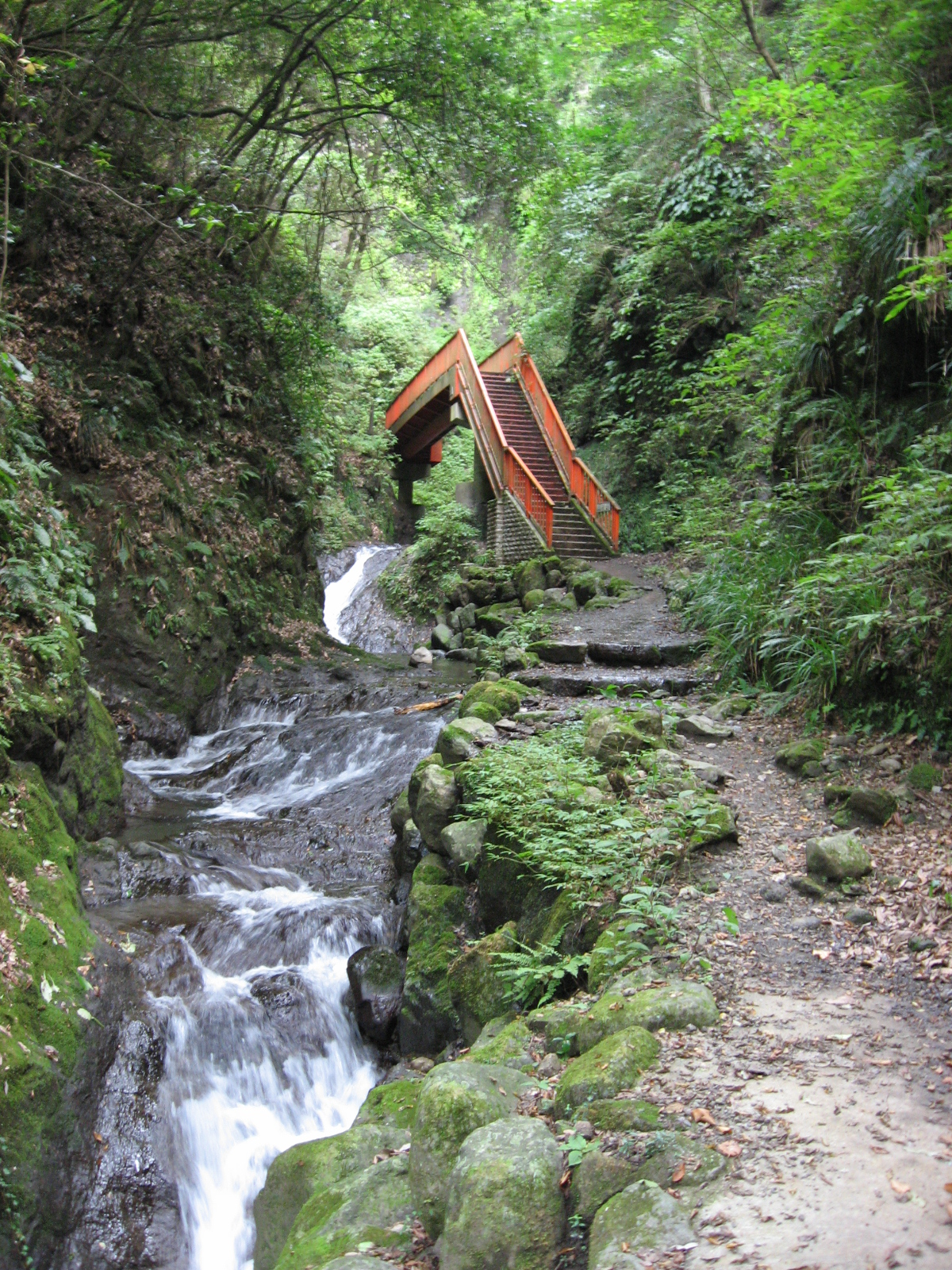
整備された歩道。赤い橋からは塩川滝を間近で見ることができる
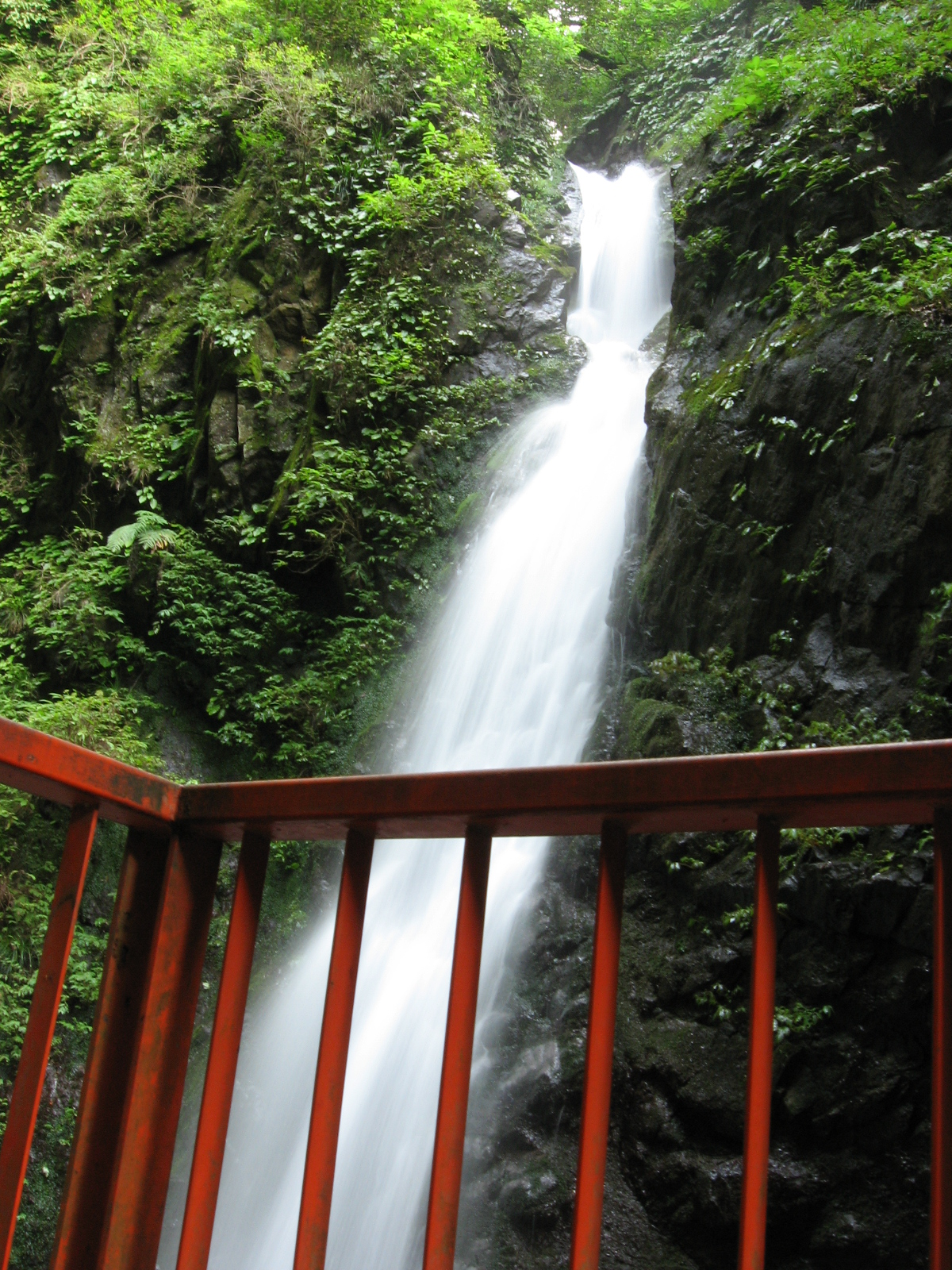
橋から間近にみる塩川滝